# Typhlodromus pseudoserrulatus
Typhlodromus pseudoserrulatus är en spindeldjursart som beskrevs av Tseng 1983. Typhlodromus pseudoserrulatus ingår i släktet Typhlodromus och familjen Phytoseiidae. Inga underarter finns listade i Catalogue of Life.